# Léva ostroma
Léva ostroma 1664. május 16-ától, június 14-éig tartott. A felvidéki Léva török kézben volt, s egy osztrák sereg ostromolta Jean-Louis Raduit de Souches parancsnoksága alatt, míg a várat egy Ali pasa nevű török parancsnok védte.
De Souches a dunáninneni területeken, a mai Szlovákiában folytatott harcokat kisebb török erők ellen, míg a háború fő hadszíntere délen a Dunántúlon volt. A tábornok május 3-án, kéthétnyi ostrom után elfoglalta Nyitrát, majd május 16-án a zsarnócai csatában szétverte a váradi pasa, Kücsük Mehmed seregét. Ezt követően nyomban Léva ellen indult kb. 11 ezer fős hadával. A vár ostroma kevesebb mint egy hónapig tartott, és őrsége, Nyitrához hasonlóan megadta magát.
De Souches mindkét erősséget jó állapotban levőnek és erősnek találta, ezért nem robbantotta fel, hanem őrséggel erősítette meg. Ezután az osztrákok a Vág mögé húzódtak vissza, mire az esztergomi törökök hadjáratot indítottak Léva és Nyitra visszafoglalására. Az osztrák-magyar csapatok Szentbenedek közelében súlyos vereséget mértek a törökre.
Koháry Istvánnak, az előhad vezérének a feladata volt a Garam átjáróinak védelme a fősereg megérkezéséig. Július 19-én mint a jobb szárny parancsnoka harcolt, de már a csata kezdetén halálos lövést kapott.

## Galéria

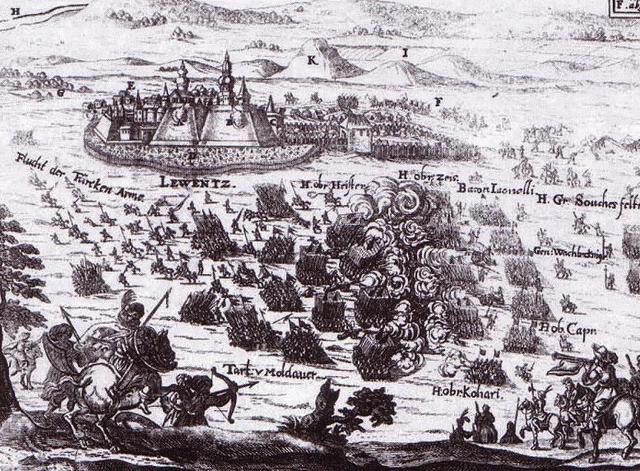
Léva ostroma, 1664. júliusa
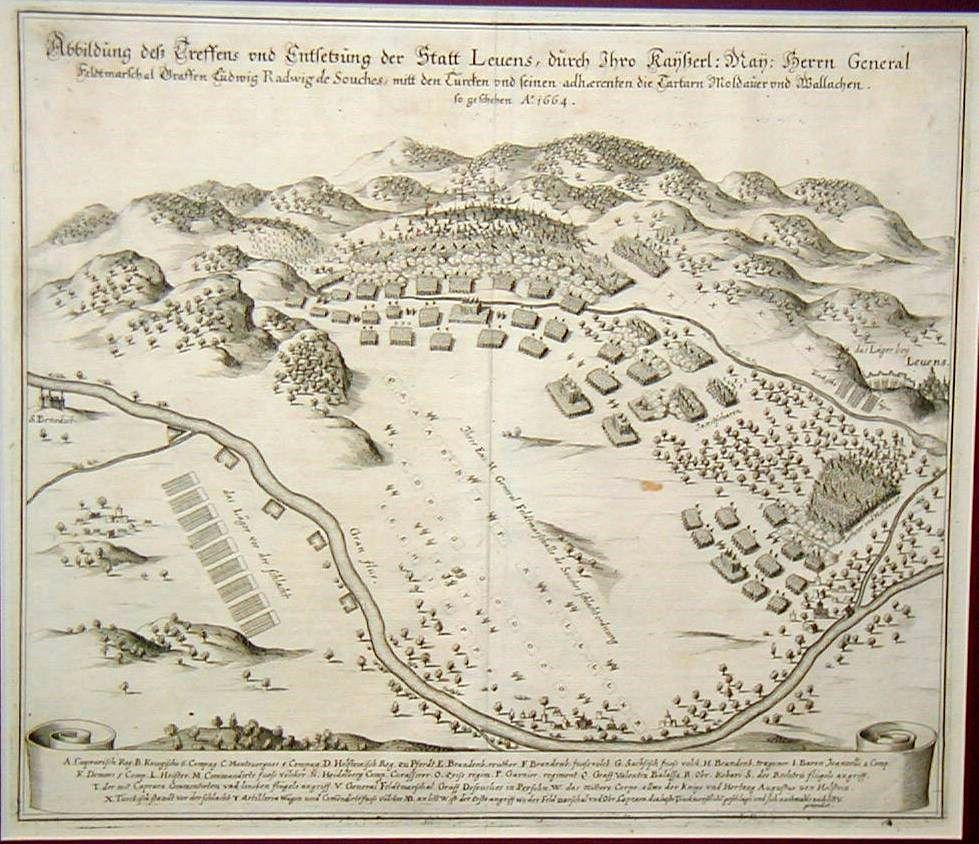
A hadak Szentbenedek és Léva között